# Nyromantisme
Udtrykket Nyromantisme er anvendt til at dække genkomsten af romantismen indenfor musik, maleri og litteratur. Den har været anvendt med henvisning til det meget sene 19. århundrede og starten af det 20. århundredes komponister som Gustav Mahler især ved Dalhaus, der bruger det som synonym med senromantisme. Udtrykket har været anvendt på nutidige komponister som forkastede eller opgav brugen af enheder af avantgarde modernisme.

## Storbritannien

### 1880-1910
- Gerard Manley Hopkins
- Lewis Carroll
- John Ruskin
- Edward Elgar
- Ralph Vaughan Williams
- Aesthetic movement
- Arts and Crafts Movement
- William Morris News from Nowhere
- Symbolisme
- W.B. Yeats
- Rudyard Kipling Puck of Pook's Hill Rewards and Fairies
- A.E. Housman A Shropshire Lad
- Nygotisk arkitektur
- Pictorialisme

## Europa
- Symbolisme Pan-Europa
- Odysseus Elytis Grækenland
- Bernard Faucon Frankrig
- Balthus Frankrig/Schweiz
- Sigurdur Nordal Island
- Vicente Aleixandre Spanien
- Anton Bruckner Østrig
- Iris van Dongen Holland
- Wandervogel Tyskland
- Arthur Schopenhauer Tyskland

## Polen
- Ung Polen
- Stanislaw Przybyszewski

## Rusland
- Eugene Berman
- Pavel Tchelitchew

## USA
- Walt Whitman
- Imagists
- Maxfield Parrish
- Allen Ginsberg
- The beat poets
- Minor White
- Joseph Cornell
- John Crowley
- Guy Davenport
- Justine Kurland
- Jeffrey Blondes
- Hakim Bey Temporary Autonomous Zone, Summer Land

## Nyromantisme1980–1990
- A Flock Of Seagulls
- ABC
- Adam & the Ants
- Après Demain
- Blancmange
- Classix Nouveaux
- Culture Club
- Duran Duran
- Eurythmics
- The Flowers of Romance
- Human League
- Japan
- Kajagoogoo
- Lime
- Modern English
- Naked Eyes
- Orchestral Manoeuvres In The Dark
- Organ
- Payolas
- Simple Minds
- Soft Cell
- Spandau Ballet
- Spoons
- Strange Advance
- Talk Talk
- Tears For Fears
- Ultravox
- Vennaskond
- Visage